# Route de secours 1091
La route de secours 1091 ou RS 1091, est une route du département de l'Isère construite en urgence entre juillet et novembre 2015 afin de contourner le tunnel du Chambon fermé en avril 2015 à la suite d'un glissement de terrain.

## Mise en service
À la suite de la fermeture et de l'attente de la réhabilitation du tunnel du Chambon sur la RD 1091, la route de secours a été aménagée sur un chemin forestier de 5,3 km longeant la rive gauche du lac du Chambon. Mise en chantier le 20 juillet 2015, la RS 1091 a été mise en service le 24 novembre.
La route, destinée à un trafic local, est interdite aux véhicules de plus de 3,5 tonnes, de plus de 8 mètres de long avec remorque et aux camping-cars.
Cette route est maintenant devenue une piste cyclable :(la "via Chambon") obligatoire pour les vélos et interdite aux voitures ainsi qu'aux 2 roues motorisées sauf cyclomoteurs. Le département de l'Isère a publié un flyer à l'intention des cyclistes : https://www.isere.fr/sites/default/files/cylces-chambon-flyer-web.pdf
Cette route de secours reste, bien entendu, accessible aux véhicules si la RD1091 et le Tunnel du Chambon venaient à être fermés.